# Nanase Kirjuová
Nanase Kirjuová (japonsky 木龍 七瀬, * 31. října 1989 Kanagawa) je japonská fotbalistka.

## Reprezentační kariéra
Za japonskou reprezentaci v letech 2010 až 2014 odehrála 16 reprezentačních utkání. Byla členkou japonské reprezentace i na Mistrovství Asie ve fotbale žen 2014.

## Statistiky
| Japonsko | Japonsko | Japonsko |
| Roky     | Záp.     | Góly     |
| -------- | -------- | -------- |
| 2010     | 3        | 0        |
| 2011     | 0        | 0        |
| 2012     | 2        | 0        |
| 2013     | 1        | 0        |
| 2014     | 10       | 3        |
| Celkem   | 16       | 3        |

## Úspěchy

### Reprezentační
- Mistrovství Asie:  2014